# Amanat Bagdad SC
Der Amanat Bagdad Sports Club (arabisch نادي أمانة بغداد الرياضي, DMG Nādī Amānat Baġdād ar-riyāḍī) ist ein 1957 gegründeter irakischer Sportverein aus Bagdad. Aktuell (Stand Juli 2025) spielt der Verein in der ersten Liga.

## Stadion
Der Verein trägt seine Heimspiele im Amanat Baghdad Stadium in Bagdad aus. Das Stadion hat ein Fassungsvermögen von 5000 Personen.

## Namenshistorie
| Jahr           | Ereignis                                                                     |
| -------------- | ---------------------------------------------------------------------------- |
| 1. Juli 1957   | Gründung als Amanat Al-Asima (arabisch أمانة العاصمة)                        |
| 1977           | Fusion Amanat Al-Asima und Al-Baladiyat SC zu Al-Amana SC (arabisch الأمانة) |
| 5. August 2009 | Umbenennung in Bagdad SC (arabisch بغداد)                                    |
| 2014           | Umbenennung in Amanat Baghdad SC (arabisch أمانة بغداد)                      |

## Trainer
| Trainer           | Nation | von               | bis               |
| ----------------- | ------ | ----------------- | ----------------- |
| Yahya Alwan       | Irak   | 7. Juli 2009      | 30. Juni 2010     |
| Ahmed Khalaf      | Irak   | 1. Juli 2015      | 28. Februar 2018  |
| Thair Ahmed       | Irak   | 13. März 2018     | 20. Dezember 2018 |
| Essam Hamad       | Irak   | 28. Dezember 2018 | 20. August 2021   |
| Wisam Talib Duair | Irak   | 1. Juli 2020      | 30. Juni 2024     |